# Grußberg-Heimalm
Die Grußberg-Heimalm (auch Grußberg Heimalm) ist eine Alm in der Marktgemeinde Bad Hofgastein im österreichischen Bundesland Salzburg.

## Lage und Charakteristik
Die Grußberg-Heimalm erstreckt sich an den westlichen Berghängen des Rauchkogels in der Ankogelgruppe. Sie gehört zur Ortschaft Heißingfelding und zur gleichnamigen Katastralgemeinde Heißingfelding. Eine Almhütte steht auf einer Höhe von 1419 m ü. A. Nördlich der Alm fließt der Bach Heißinggraben, der über den Heißing-Kanal in den Fluss Gasteiner Ache entwässert. Das Areal liegt in einer Rotwild-Ruhezone, die von 1. November bis 31. Mai nicht betreten werden darf.

## Geschichte
Im von 1823 bis 1830 erstellten Franziszeischen Kataster ist am Platz der Almhütte ein unbenanntes Gebäude verzeichnet.